# 王讓 (天順進士)
王讓（1436年—？），字謙光，江西廣信府上饒縣人，明朝政治人物。進士出身。

## 生平
江西鄉試第八十三名。天順八年（1464年）進士。授給事中，因事出補濟南通判，再擢楚雄府知府。平生章疏多毀不存，以入覲過家而卒。

## 家族
曾祖父王普達。祖父王庭槐。父亲王應橫。